# José María Fascio
José María Fascio (Sanlúcar de Barrameda, España, 1794 - Madrid, 1856) fue un militar español que luchó contra los independentistas en América del Sur y más tarde fue el primer gobernador de la provincia de Jujuy, en la Argentina.

## Carrera militar en España y América
Ingresó al Colegio Militar de Cádiz durante las guerras napoleónicas, participando en los últimos combates de la misma.
En 1816 fue enviado al Perú, para luchar contra los independentistas de las Provincias Unidas del Río de la Plata. Participó en la captura de la ciudad Tarija en diciembre de 1816, en el sitio de San Salvador de Jujuy y en la conquista de la ciudad de Salta en mayo de 1817, a órdenes del general De la Serna. Su batallón fue estacionado en Tarija, dedicado a perseguir a los guerrilleros independentistas del este del Alto Perú. Bajo la dirección de Juan Ramírez Orozco, volvió a incursionar hacia Jujuy y Salta, donde volvió a ver a quien sería su esposa, una jujeña de apellido Alvarado, a quien ya había conocido en su invasión anterior.
Pasó luego a cumplir servicios en Potosí y Cuzco, luchó contra la campaña de José de San Martín en 1820 en Arica, y fue comandante militar de la ciudad de Puno, entre el Alto y el bajo Perú. Allí fue el encargado de la prisión de varios oficiales independentistas, entre ellos varios de los que habían sido entregados por los soldados argentinos de la ciudad del Callao cuando se habían pasado a los realistas.
Después de la batalla de Ayacucho, en 1824, el gobernador de Puno huyó, y Fascio quedó al mando. Decidió dejar en libertad a todos los prisioneros, y entregó la ciudad al más importante de ellos, el general Rudecindo Alvarado, hermano de su novia jujeña. Se unió al ejército del general Sucre, donde le fue reconocido su grado militar.

## Gobernador delegado en Jujuy
En noviembre de 1825 se radicó en Jujuy y poco después contrajo matrimonio allí. Entre 1826 y 1834 ejerció como Defensor de Pobres y Ausentes de la Municipalidad, Juez de primera Instancia y alcalde de Primer Voto del Cabildo de Jujuy. Políticamente simpatizaba con el grupo dirigido por el general José Ignacio Gorriti, de tendencia intermedia entre los federales y unitarios que luchaban por controlar el país, que ya se llamaba República Argentina.
Tras el triunfo total de los federales en 1831, el gobernador salteño Pablo Latorre lo nombró teniente gobernador de la ciudad de Jujuy y su zona; esto es, era el delegado del gobernador de Salta. Fue elegido por su prestigio y porque su figura no tenía enemigos de importancia. Latorre se sentía igualmente amenazado por la influencia de su poderoso vecino federal Alejandro Heredia, gobernador de la provincia de Tucumán, y por los emigrados unitarios de la vecina Bolivia, por lo que intentó asegurarse un delegado sin enemigos y sin ambiciones.
Apenas llegado al gobierno, fue rodeado por los federales amigos de Heredia y algunos grupos que bregaban por la autonomía provincial de su ciudad.
Con excepción de San Ramón de la Nueva Orán, un villorrio con título de ciudad, la de Jujuy era la única ciudad de la Argentina — con títulos y prerrogativas de ciudad, otorgados por su fundador español — que no era capital de una provincia. No obstante, Jujuy fue la primera provincia argentina en reclamar una autonomía plena, comenzando en 1811, con los reclamos en tal sentido de Juan Ignacio Gorriti, vocal de la Junta Grande. Pero los avatares de la guerra de independencia en el norte le impidieron ser provincia por esa época, y dependía de Salta. Fue la última de las 14 provincias que firmaron la Constitución Argentina de 1853 en lograr su autonomía.

## La autonomía jujeña
En noviembre de 1834, los conjurados se reunieron en algo parecido a un cabildo abierto y reclamaron la autonomía provincial, aprovechando el estado de guerra latente entre Latorre y Heredia. Fascio, viendo que la decisión ya se había tomado, forzó la aceptación de la autonomía por parte de todos los militares y los empleados públicos, y se hizo proclamar gobernador provisional de la nueva Provincia de Jujuy.
Heredia, que buscaba vengarse de una ofensa — real o ficticia — inferida por Latorre, y también imponer su hegemonía política en todo el noroeste argentino, reclamó al gobernador salteño que reconociera la autonomía jujeña y que no atacara esa provincia. Ya muy debilitado internamente y sin apoyo externo, Latorre sólo atinó a dirigirse con una escolta a negociar con Fascio, tratándolo aún como a su subordinado.
Heredia interpretó este movimiento como una invasión y conminó a Latorre a abandonar Jujuy, al mismo tiempo que se colocaba en la frontera de su provincia con Salta con dos columnas, una mandada por él y otra por el futuro gobernador jujeño, el uruguayo Pablo Alemán. Latorre se negó a renunciar a la unión de los jujeños y Felipe Heredia — hermano del gobernador tucumano — invadió Salta.
Cuando Latorre salió de la ciudad de Salta para interceptar el avance tucumano, algunos legisladores se reunieron de urgencia y lo depusieron. Al mismo tiempo, Fascio llevó un pequeño ejército sobre la capital provincial. Latorre lo enfrentó en la batalla de Castañares. Con la batalla aún indecisa, el coronel jujeño Mariano Santibáñez fingió pasarse a las filas de Latorre y, al llegar junto a éste, lo hirió y lo capturó; el ejército salteño huyó. Fascio entregó a Latorre a sus enemigos salteños, que encargaron de su prisión a Santibáñez. Unos días, más tarde, Santibáñez asesinó a Latorre en su celda.
Prudentemente, Fascio regresó a Jujuy para no cruzarse en el camino de Heredia. El nuevo gobernador salteño, José Antonio Fernández Cornejo, reconoció la autonomía jujeña en un tratado firmado con Fascio en diciembre de 1834. Pero Heredia no estaba realmente conforme, y pronto hizo reemplazar a Fernández Cornejo por un partidario suyo — y, poco más tarde, por su hermano.
Sintiéndose amenazado, Fascio renunció en marzo de 1835. Tras un rápido pasaje por manos unitarias y federales, el gobierno fue asumido por Pablo Alemán.

## Últimos años
Fascio no se creyó seguro en la provincia de su adopción, sobre todo cuando la guerra en que había participado había causado indirectamente el asesinato de Facundo Quiroga y el encumbramiento de Juan Manuel de Rosas en todo el país. Se dirigió a Buenos Aires y se embarcó hacia España en mayo de 1836.
Al llegar a su país reclamó su grado militar y sus sueldos adeudados, alegando haberse pasado a los independentistas como oposición a la restauración absolutista de 1823. Lo logró con facilidad, ya que el gobierno de la reina Isabel había iniciado una era de moderado liberalismo. Nunca regresó a la Argentina.